# لیا توماس
لیا توماس (به انگلیسی: Lia Thomas) (زاده ۱۹۹۹) شناگر آمریکایی است.
او یک زن ترنس است.
در سال‌های ۲۰۲۱ و ۲۰۲۲ دستاوردهای ورزشی او به عنوان یک زن ترنس به محل بحث رسانه‌ها تبدیل شد.

## حضور افراد تراجنسی در ورزش
در ژانویه ۲۰۲۲، شخصیت‌های برجسته ورزشی و رسانه‌های جریان اصلی در مورد او گزارش کردند. واشینگتن پست نوشت که توماس در حال شکستن رکوردها است.
در دسامبر ۲۰۲۱، سینتیا میلن، از فدراسیون شنای ایالات متحده پس از ۳۰ سال استعفا داد و تأکید کرد که امیدوار است سایرین در این ورزش موافقت کنند که توماس برتری ناعادلانه ای نسبت به رقبای هم‌سوجنسی دارد.
دانشگاه پنسیلوانیا و همچنین سازمان‌های متعدد وابسته به دانشکده حقوق دانشگاه پنسیلوانیا و اتحادیه آیوی بیانیه‌هایی در حمایت از توماس صادر کردند. شانزده عضو ناشناس تیم شنای زنان دانشگاه پنسیلوانیا با ارسال نامه ای به دانشگاه و مقامات لیگ آیوی از آنها خواستند که علیه سیاست جدید ورزشکاران تراجنسیتی در اتحادیه ملی ورزش دانشگاهی که می‌تواند از حضور توماس در رقابت‌های در مسابقات قهرمانی اتحادیه ملی ورزش دانشگاهی جلوگیری کند، اقدام قانونی انجام ندهند. رتبه او به عنوان یک شناگر مرد در رتبه ۴۶۲ بود، اما در حال حاضر او به عنوان یک شناگر زن در رتبه ۱ است.
زمانی که در سال ۲۰۲۲ لیا توماس به عنوان نخستین ورزشکار ترنس جندر قهرمان مسابقات شنای آزاد زنان در عرصه دانشگاهی شد، ران دسنتیس فرماندار ایالت فلوریدا اعلام کرد که این عنوان بایستی از او پس گرفته شود.